# 大坡镇 (习水县)
大坡镇，是中华人民共和国贵州省遵义市习水县下辖的一个乡镇级行政单位。
2015年12月28日，贵州省人民政府批复同意习水县部分乡镇行政区划调整，撤销大坡乡，设置大坡镇，撤乡设镇后行政区域和政府驻地不变。

## 行政区划
大坡镇下辖以下地区：
大坡街道社区、典礼坝村、田坝村、建筑村、罗家坝村、黄河坝村、裕民村、小罗村、大坡村、飞鸽村和龙灯村。